# Tarkan Dospil
Tarkan Dospil ist ein US-amerikanischer Schauspieler und Filmproduzent.

## Leben
Dospil sammelte in unregelmäßigen Abständen erste Erfahrungen als Schauspieler 2005 im Kurzfilm Would You Cry If I Died?, im Spielfilm Three Can Play That Game aus dem Jahr 2007 sowie 2009 im Film 4 Minutes, für den er auch für die Produktion mitverantwortlich war. 2014 fungierte er für den Film Chemical Peel als Produzent. 2018 war er im Low-Budget-Film in einer der Hauptrollen als Rapper Beez Neez zu sehen. 2020 stellte er im Fantasy-Actionfilm Dragon Soldiers die Rolle des Lance Hollis dar und unterstützte das Produktionsteam. 2021 folgte mit der Rolle des Valentine eine Besetzung im Dinosaurierfilm Jurassic Hunt.

## Filmografie (Auswahl)

### Schauspiel
- 2005: Would You Cry If I Died? (Kurzfilm)
- 2007: Three Can Play That Game
- 2009: 4 Minutes
- 2018: Snake Outta Compton
- 2020: Dragon Soldiers
- 2021: Jurassic Hunt
- 2022: Dead Zone Z

### Produktion
- 2009: 4 Minutes
- 2014: Chemical Peel
- 2020: Dragon Soldiers